# Gynoplistia paketye
Gynoplistia paketye är en tvåvingeart som beskrevs av Günther Theischinger 1993. Gynoplistia paketye ingår i släktet Gynoplistia och familjen småharkrankar. Inga underarter finns listade i Catalogue of Life.